# مصر 1156 ق.م
مصر 1156 قبل الميلاد - مقبرة الفرعون هي لعبة فيديو مغامرات صدرت عام 1997 ونشرتها شركة كراي إنتراكتيف بالاشتراك مع كنال بلوس جروب لنظامي التشغيل مايكروسوفت ويندوز وبلايستيشن. وتم إصدارها لاحقًا في أمريكا الشمالية بواسطة دريم كاتشر إنتراكتيف.
وحققت مصر نجاحاً تجارياً كبيراً، إذ بلغت مبيعات اللعبة 550 ألف وحدة في أوروبا وحدها بحلول ديسمبر/كانون الأول 2000.توت عنخ آم

## ملخص
راموسيه، الشاب الطيبي، في مهمة لتبرئة والده، الذي اتُهم بنهب مقبرة سيتي الأول. في القبو عند الفجر، يكشف عن حجر يُظهر خريطة للمقبرة وقردًا، مما يشير إلى هوري، الرسام السابق. ثم ينطلق راموسيه إلى قرية دير المدينة حيث يجد هوري ملقى ميتًا في قبوه، إلى جانب أدلة تشير إلى نجار متجه إلى ورشة التحنيط، حيث يكتشف مؤامرة أوسع في اليوم التالي. تمكن بمهارة من المرور على أنه أحد المتآمرين وتم إرشاده إلى قبر حيث يتم الدفن. ينزل راموسيه إلى غرفة الجنازة. يتم حبسه لكنه تمكن من الفرار عبر نفق يقوده إلى موقع قبر قيد الإنشاء لنبيل آخر، بانيهيسي، حيث ينتظره أحد المعزين . تقوده إلى فيلا النبيل، الذي نظم احتفالًا كبيرًا. وبينما كان أحد الضيوف، وجد خريطة لقاعة الاحتفالات الخاصة بتحتمس الثالث في الكرنك. وفي المعبد، وجد راموسيه أجزاء من النهب ووثائق تزعم أن بتاح نفر، أحد أقرباء الفرعون المقربين، هو المسؤول عن ذلك. وتم تبرئة والده.

## استقبال
حققت اللعبة نجاحًا تجاريًا. ذكرت صحيفة ليزيكو الفرنسية أن مبيعاتها بلغت 250.000 وحدة بحلول نوفمبر 1998، وأشارت إلى أنها كانت من بين أفضل 10 ألعاب كمبيوتر مبيعًا في عام 1997.  وفقًا لشركة كراي إنتراكتيف، فقد بيعت أكثر من 500.000 نسخة بحلول نوفمبر 2000.  أوضح مدير التسويق ماتيو سانت دينيس في ديسمبر أن مبيعات اللعبة بلغت 550.000 وحدة في أوروبا وحدها، منها 200.000 وحدة في فرنسا.  بحلول فبراير 2004، حققت اللعبة وتكملتها، مصر 2: نبوءة هليوبوليس، مبيعات عالمية مجمعة تجاوزت 700.000 وحدة.

## إرث
تبع اللعبة جزءان آخران، مصر 2: نبوءة هليوبوليس ومصر 3.